# Jihad Khodr
Jihad Khodr (nascido em 30 de dezembro de 1983) é um surfista profissional brasileiro que compete no ASP World Tour. Natural de Matinhos, Paraná, sua mais alta classificação do ASP World Tour foi a 44ª em 2008.
Jihad Khodr é muçulmano e de ascendência libanesa.